# Cylicobdella
Cylicobdella är ett släkte av ringmaskar. Cylicobdella ingår i familjen Cylicobdellidae.
Kladogram enligt Catalogue of Life:
| Cylicobdella | \| \| Cylicobdella costaricae \| \| \| \| \| \| Cylicobdella joseensis \| \| \| \| |
|              | \| \| Cylicobdella costaricae \| \| \| \| \| \| Cylicobdella joseensis \| \| \| \| |
|              | Blanchardiella                                                                     |
|              |                                                                                    |
|              | Cylicobdella costaricae                                                            |
|              |                                                                                    |
|              | Cylicobdella joseensis                                                             |
|              |                                                                                    |

|  | Cylicobdella costaricae |
|  |                         |
|  | Cylicobdella joseensis  |
|  |                         |